# Harry Woolf
Pour les articles homonymes, voir Woolf.
Harry Kenneth Woolf (né le 2 mai 1933) est un pair à vie britannique et un avocat et Juge à la retraite. Il est Master of the Rolls de 1996 à 2000 et Lord juge en chef d'Angleterre et du pays de Galles de 2000 à 2005. La Constitutional Reform Act de 2005 fait de lui le premier Lord Chief Justice à être président des tribunaux d'Angleterre et du Pays de Galles. Il est juge non permanent de la Cour d'appel final de Hong Kong de 2003 à 2012. Il siège à la Chambre des lords comme crossbencher.

## Jeunesse
Woolf est né à Newcastle upon Tyne, en Angleterre, le 2 mai 1933, d'Alexander Susman Woolf et de son épouse Leah Cussins. Son grand-père Harry est un Britannique naturalisé d'origine juive polonaise et russe. Son père est marchand de beaux-arts, dirige sa propre entreprise de construction. Woolf vit à Newcastle-upon-Tyne jusqu'à l'âge de cinq ans environ, lorsque sa famille déménage à Glasgow, en Écosse, où il fréquente la Glasgow Academy avant d'aller au Fettes College, une école publique d'Édimbourg.
Woolf a formé une grande partie de son sens de la justice et de l'équité à partir de ses expériences au Fettes College. À une occasion, en se peignant les cheveux, Woolf s'est penché dans un dortoir voisin pour utiliser le miroir. Un préfet a signalé cela car l'école avait des règles strictes sur le fait d'être dans les cabines des autres élèves, mais Woolf a estimé qu'il n'avait pas enfreint les règles parce qu'il n'avait pas les pieds dans la cabine à l'époque. Il a appelé à l'équité, mais son maître de maison, qui avait été dans l'armée, a augmenté la punition de Woolf de six coups de canne à huit .
Woolf a lu des livres sur les avocats et veut devenir avocat. Son maître de maison lui dit que ce n'est pas un choix de carrière approprié pour lui parce qu'il a un bégaiement, mais cela ne fait que rendre Woolf plus déterminé dans sa vocation. Ses résultats de niveau A lui valent une place à l'Université de Cambridge ; cependant, il étudie le droit à l'University College London (UCL) en raison du déménagement de ses parents à Londres à peu près à cette époque .

## Carrière juridique
Woolf choisit d'être avocat en 1955 et commence à travailler sur le circuit d'Oxford. Il devient conseiller juridique adjoint de l'Inland Revenue (Common Law) de 1973 à 1974, et premier conseiller juridique adjoint du Trésor (Common Law) de 1974 à 1979. En 1979, âgé de 45 ans, il est nommé juge de la Haute Cour à la Division du Banc de la Reine .
Il est promu lord juge d'appel et est nommé membre du Conseil privé en 1986.

### Enquête Woolf
Le Lord Justice Woolf est nommé pour mener une enquête publique de cinq mois avec l'inspecteur en chef des prisons de Sa Majesté, le juge Stephen Tumim, sur les troubles à la prison de Strangeways, à Manchester et dans d'autres prisons entre le 11 juin et le 31 octobre 1990. Il envoie des lettres à tous les prisonniers et agents pénitentiaires du pays. Le rapport Woolf, citant un grand nombre des 1 700 réponses, est publié le 25 février 1991 et attribue la perte de contrôle de la prison de Strangeways aux agents de la prison qui ont abandonné les portes à l'extérieur de la chapelle, ce qui "a effectivement remis la prison aux prisonniers".
Plus fondamentalement, cependant, Woolf blâme les conditions «intolérables» à l'intérieur de Strangeways dans les mois qui ont précédé les émeutes et une «combinaison d'erreurs» du personnel pénitentiaire et de la direction du service pénitentiaire comme un facteur contributif central. Enfin, il blâme l'échec des gouvernements successifs à «fournir au Service pénitentiaire les ressources nécessaires pour permettre au Service de pourvoir à une population carcérale accrue de manière humaine». Woolf recommande une réforme majeure du service pénitentiaire et formule 12 recommandations clés accompagnées de 204 propositions. Il devient ensuite patron du Rehabilitation for Addicted Prisoners Trust et ambassadeur du Prison Advice and Care Trust.

### Maître des rôles et Lord Chief Justice
Woolf est nommé Law Lord le 1er octobre 1992, et créé pair à vie avec le titre de baron Woolf, de Barnes dans le Borough londonien de Richmond upon Thames . Woolf rend peu de jugements sur le comité d'appel, étant promu maître des rôles le 4 juin 1996 . En 1998, Woolf est également à la tête du comité qui modernise la procédure civile, et supprime d'ailleurs la plupart des termes latins du droit anglais dans un effort pour le rendre plus accessible (comme le remplacement du mot «plaignant» par «demandeur»). Les Règles de procédure civile de 1998 sont le résultat direct de ce travail.
Le 6 juin 2000, il succède à Thomas Henry Bingham comme Lord Chief Justice . Dans ce poste judiciaire le plus élevé, Woolf se prononce à l'Université de Cambridge en 2004 contre le projet de loi de réforme constitutionnelle qui créerait une Cour suprême du Royaume-Uni pour remplacer la Chambre des lords comme dernière cour d'appel du Royaume-Uni; et il remet sérieusement en question la manière dont le Lord grand chancelier et le gouvernement ont géré les récentes réformes constitutionnelles. Il retarde sa retraite en tant que Lord Chief Justice jusqu'à ce que ces problèmes aient été résolus.
En 2003, il est nommé juge non permanent de la Cour d'appel final de Hong Kong, poste qu'il occupe jusqu'en 2012 .
À sa retraite en tant que Lord Chief Justice le 1er octobre 2005, Woolf rejoint Blackstone Chambers comme médiateur et arbitre. De septembre à décembre 2005, il procède à un examen des méthodes de travail de la Cour européenne des droits de l'homme et il est président du Bank of England Financial Markets Law Committee.

### Autres postes
Woolf est chancelier de l'Université ouverte d'Israël depuis 2004 . Il est président de l'Institute of Advanced Legal Studies, président du conseil de l'University College de Londres et professeur invité de droit. Il est membre du Comité de la Constitution de la Chambre des Lords.
En 2006, il est président du jury des FIRST Responsible Capitalism Awards. Le 25 février 2007, Woolf est installé premier président du tribunal civil et commercial du Qatar Financial Center, à Doha, au Qatar.
Le 15 juin 2007, il préside un comité d'éthique mis en place par BAE Systems, la plus grande société d'armement du Royaume-Uni, en réponse aux allégations de corruption de plusieurs millions de livres dans des accords d'armement avec l'Arabie saoudite. Ce comité Woolf rend compte en mai 2008 et a clairement influencé le rapport de la Commission des lois proposant des réformes de la loi sur la lutte contre la corruption et la corruption le 20 novembre 2008 et le projet de loi sur la corruption du gouvernement publié le 25 mars 2009, qui est finalement adopté en tant que loi sur la corruption.
En 2007, il est nommé coprésident, avec le professeur Kaufmann-Kohler, de la Commission sur le règlement dans l'arbitrage international, du Centre pour le règlement efficace des différends pour lequel il consulte également.
Du 29 au 31 mai 2009, Woolf siège avec Sir William Blair, juge de la Haute Cour, en tant que co-organisateur du premier Qatar Law Forum of Global Leaders in Law, qui s'est tenu à Doha, au Qatar.
En 2018, Woolf est nommé juge en chef du tribunal du centre financier international d'Astana à Astana, au Kazakhstan .

## Vie privée
Woolf, un juif ashkénaze, rencontre pour la première fois sa femme Marguerite Sassoon, une juive séfarade, lors d'un événement social organisé par un ami commun au National Liberal Club. Ils se marient au début de 1961  et ont trois fils qui sont tous entrés dans la profession juridique, ainsi que sept petits-enfants .
Woolf est élu membre honoraire de l'Académie britannique (FBA) en 2000  et membre honoraire de l'Académie des sciences médicales (FMedSci) en 2002 .
À l'occasion de l'anniversaire de la reine 2015, il est nommé membre de l'Ordre des compagnons d'honneur (CH). La même année, il s'est vu décerner la Gold Bauhinia Star par le Chef de l'exécutif de Hong Kong .